# Sodenmattsee
Der Sodenmattsee ist ein Baggersee im zum Bremer Stadtteil Huchting gehörenden Ortsteil Sodenmatt, der als Badesee genutzt wird. Darüber hinaus wird er auch von Sportfischern genutzt. Der See wurde 1962 im Zuge des Ausbaus der B 75 zwischen Bremen und Delmenhorst ausgehoben. Um den See entstanden die Grünanlagen am Sodenmattsee.
Der See war wegen zu hoher Keimzahlen in den 1990er Jahren immer wieder für den Badebetrieb gesperrt. Nach mehrjähriger Restaurierung, in deren Verlauf im Jahr 1997 zur Verbesserung der Wasserqualität auch eine solarbetriebene Tiefenwasserbelüftungsanlage (TIBEAN) errichtet wurde, ist der See seit Juni 1998 wieder als Badesee nutzbar. Im Zuge der Restauration wurden 1998 Anglerstege angelegt.
Der See wird aus Grundwasser gespeist. Die Gewässergüte ist seit der Restaurierung eutroph, vorher war sie eutroph bis polytroph.
Am Westufer des Sees befindet sich ein Strand mit grobkörnigen Sand. Der Badebereich wird von einer DLRG-Station überwacht. Außerhalb des Badebereichs ist das Ufer relativ naturnah, zum Teil auch befestigt.